# Автохтонні відклади
Автохто́нні ві́дклади — відклади, що утворилися на місці залягання материнської породи (наприклад, первинні каоліни, глини), або залягають на місці свого утворення (вапняки коралових рифів, кам'яне вугілля, що утворилось з відмерлих рослин на місці, де вони росли тощо).